# 三春町 (横須賀市)
三春町（みはるちょう）は、神奈川県横須賀市の町名。現行行政地名は三春町一丁目から三春町六丁目。住居表示未実施区域。面積は1.066km2。

## 地理
横須賀市の本庁の管轄の最東端である。国道沿いと駅周辺を中心に市街地が広がり、丘には住宅街が形成されている。東側は大津町、北側は平成町と東京湾、西側は富士見町、南側は公郷町に接している。
住居表示は未実施であるが、地番整理を行ったために住所は整理されている。

### 地価
住宅地の地価は、2023年（令和5年）1月1日の公示地価によれば、三春町5丁目9番61の地点で14万6000円/m2となっている。

## 沿革
- 1912年（明治45年） - 現在の6丁目4番地に横須賀市立尋常山崎小学校（現在の山崎小学校）が開校。
- 1942年（昭和17年）11月1日 - 現在の3丁目45番地に東京急行電鉄（大東急）湘南線横須賀堀内駅（現在の京急本線堀ノ内駅）が移転。同時に久里浜線が開通。
- 1950年（昭和25年）6月1日 - 町界町名地番整理を実施[6]。
- 1980年（昭和55年）4月1日 - 田戸台36番地1から2丁目17番地に救急医療センターが移転[7]。
- 2014年（平成26年）4月1日 - 2丁目17番地に所在していた救急医療センターが新港町1番地11に移転[7]。

## 世帯数と人口
2023年（令和5年）4月1日現在（横須賀市発表）の世帯数と人口は以下の通りである。
| 丁目         | 世帯数    | 人口    |
| ------------ | --------- | ------- |
| 三春町一丁目 | 648世帯   | 1,202人 |
| 三春町二丁目 | 488世帯   | 953人   |
| 三春町三丁目 | 535世帯   | 950人   |
| 三春町四丁目 | 654世帯   | 1,201人 |
| 三春町五丁目 | 1,570世帯 | 3,064人 |
| 三春町六丁目 | 714世帯   | 1,343人 |
| 計           | 4,609世帯 | 8,713人 |

### 人口の変遷
国勢調査による人口の推移。
| 年                 | 人口   |
| ------------------ | ------ |
| 1995年（平成7年）  | 10,185 |
| 2000年（平成12年） | 9,749  |
| 2005年（平成17年） | 9,107  |
| 2010年（平成22年） | 9,050  |
| 2015年（平成27年） | 8,711  |
| 2020年（令和2年）  | 8,460  |

### 世帯数の変遷
国勢調査による世帯数の推移。
| 年                 | 世帯数 |
| ------------------ | ------ |
| 1995年（平成7年）  | 3,836  |
| 2000年（平成12年） | 3,988  |
| 2005年（平成17年） | 3,916  |
| 2010年（平成22年） | 4,084  |
| 2015年（平成27年） | 4,046  |
| 2020年（令和2年）  | 4,145  |

## 学区
市立小・中学校に通う場合、学区は以下の通りとなる（2022年3月時点）。
- 番・番地等 : 全域
  - 小学校 : 横須賀市立山崎小学校
  - 中学校 : 横須賀市立大津中学校

## 事業所
2021年（令和3年）現在の経済センサス調査による事業所数と従業員数は以下の通りである。
| 丁目         | 事業所数  | 従業員数 |
| ------------ | --------- | -------- |
| 三春町一丁目 | 64事業所  | 567人    |
| 三春町二丁目 | 57事業所  | 644人    |
| 三春町三丁目 | 92事業所  | 729人    |
| 三春町四丁目 | 53事業所  | 1,064人  |
| 三春町五丁目 | 42事業所  | 206人    |
| 三春町六丁目 | 9事業所   | 65人     |
| 計           | 317事業所 | 3,275人  |

### 事業者数の変遷
経済センサスによる事業所数の推移。
| 年                 | 事業者数 |
| ------------------ | -------- |
| 2016年（平成28年） | 334      |
| 2021年（令和3年）  | 317      |

### 従業員数の変遷
経済センサスによる従業員数の推移。
| 年                 | 従業員数 |
| ------------------ | -------- |
| 2016年（平成28年） | 3,186    |
| 2021年（令和3年）  | 3,275    |

## 主な施設
- 横須賀市上下水道局 下町浄化センター
- 横須賀青果市場
- 横須賀市立山崎小学校
- 横須賀三春郵便局
- 堀ノ内駅
- 湘南京急バス堀内営業所
- 春日神社
- 泉福寺

## 交通

### 鉄道
中心を横断するように京急本線と京急久里浜線が通過する。
- 京急本線・久里浜線
  - - 堀ノ内駅 -

### バス
京浜急行バスが乗り入れている。また、堀内営業所が所在するため、堀内駅バス停と堀内バス停を始発・終着にするバスが多くある。

### 道路
北側を国道16号と国道134号が横断する。
国道134号は三春町に所在する、救急医療センター前交差点が起点である。

## 出身・ゆかりのある人物
- 小泉純也（政治家） - 衆議院議員。防衛庁長官。住所が三春町1丁目[17]。
- 小泉純一郎（政治家） - 衆議院議員。内閣総理大臣。小泉純也の長男[17]。
- 小泉孝太郎（俳優、タレント） - イザワオフィス所属。小泉純一郎の長男。
- 小泉進次郎（政治家） - 衆議院議員。小泉純一郎の二男。
- 小泉芳江 - 横須賀市長、逓信大臣、衆議院副議長などを歴任した小泉又次郎の娘。小泉純也の妻、小泉純一郎の母[17]。

## その他

### 日本郵便
- 郵便番号 : 238-0014[2]（集配局 : 横須賀郵便局[18]）。